# Ute Köngeter
Ute Köngeter (* 1941 in Gelsenkirchen-Buer) ist eine deutsche Künstlerin der Konkreten Kunst.

## Leben und Wirken
Köngeter absolvierte zunächst ab 1964 eine Ausbildung zur Modellschneiderin, um bis 1962 als Direktrice in Berlin zu arbeiten. Von 1979 bis 1982 studierte sie Bühnenbild und Kostümbildner an der Hochschule der Künste Berlin bei Achim Freyer, um dann 1982–83 an Theatern und als freie Künstlerin in Mittelamerika zu arbeiten. Nach ihrer Rückkehr war sie bis 1991 als freischaffende Bühnen- und Kostümbildnerin, 1992–95 als Bildende Künstlerin in Frankfurt am Main tätig. Seit 1995 lebt und arbeitet Köngeter in Aachen. Sie ist Mitglied der Gruppe konkret.
Ab 2019 schuf Köngeter Acrylarbeiten auf Plexiglas. Diese gehören zu einer Serie von objekthaften Werken, die Transparenz und Lichträume zum Thema haben. Dafür nutzt sie das Mittel der Hinterglasmalerei. „Die Wand- und Raumobjekte von Ute Köngeter bewegen sich zwischen Tafelbild und skulpturalem Objekt. Fläche und Linie treten aus dem Zweidimensionalen in den Raum hinein. Der Ausdruck ist reduziert auf eine geometrische, knappe Formensprache und monochrome Bildflächen, die miteinander in Beziehung gesetzt werden und im Zusammenspiel von Licht und Schatten neue Raumskulpturen schaffen.“

## Ausstellungen (Auswahl)
- 2007 – UTE KÖGETER im Atelier Haus Aachen.[4]
- 2013 – Spiel mit Raum und Linie – Objekte: Forum für Kunst und Kultur Herzogenrath.[5]
- 2016 – Rappaz Museum Basel: Transparenz im Dialog – Das konstruktive Werk von Ute Köngeter.[6]